# Мацуйкер, Ян
Ян Мацуйкер (нидерл. Joan Maetsuycker; 14 октября 1604, Амстердам — 24 января 1678, Батавия) — двенадцатый генерал-губернатор Голландской Ост-Индии и третий генерал-губернатор Голландского Цейлона.

## Биография
Ян Мацуйкер родился в 1604 году в Амстердаме. Изучал право в Лёвене, работал адвокатом в Гааге, затем в Амстердаме. С 1636 года жил в Голландской Ост-Индии. В 1646 году был назначен голландским генерал-губернатором Цейлона, а семь лет спустя — генерал-губернатором Голландской Ост-Индии. На этом посту он работал 25 лет — дольше, чем кто-либо. Во время его правления был завоёван Макассар, покорена Суматра, организована экспедиция в Центральную Яву.

### Семья
Супруга — Хесье Беркманс, скончалась в июне 1663 года. В 1664 году Вторично женился на богатой 26-летней Элизабет Аббема, дочери проповедника Фредерикуса Аббемы и вдове Симона Коса, губернатора Амбона.